# Wilma Johansson (innebandyspelare)
Wilma Johansson, född den 2 oktober 2000, är en svensk innebandysspelare som spelar för Västerås Rönnby och svenska damlandslaget.
Wilma Johansson har med det svenska landslaget tagit två VM guld (2021 och 2023) och ett silver i World Games år 2025.